# Tmarus serratus
Tmarus serratus är en spindelart som beskrevs av Yang, Zhu och Song 2005. Tmarus serratus ingår i släktet Tmarus och familjen krabbspindlar. Inga underarter finns listade i Catalogue of Life.